# Excoecaria
Excoecaria é um género botânico pertencente à família Euphorbiaceae.
Plantas nativas das regiões tropicais do Velho Mundo.

## Sinonímia
- Commia Lour.
- Glyphostylus Gagnep.

### Espécies
Composto por 159 espécies:
| - Excoecaria aboriana - Excoecaria abyssinica - Excoecaria acerifolia - Excoecaria acuminata - Excoecaria affinis - Excoecaria africana - Excoecaria agallocha - Excoecaria albicans - Excoecaria angustifolia - Excoecaria antsingyensis - Excoecaria aporusifolia - Excoecaria aerea - Excoecaria arguta - Excoecaria baccata - Excoecaria bantamensis - Excoecaria benthamiana - Excoecaria bicalcarata - Excoecaria bicolor - Excoecaria biglandulosa - Excoecaria bodenbenderi - Excoecaria borneensis - Excoecaria brachyandra - Excoecaria brachypoda - Excoecaria brasiliensis - Excoecaria bridgesii - Excoecaria bussei - Excoecaria caffra - Excoecaria camettia - Excoecaria canjoerensis - Excoecaria caribaea - Excoecaria chamaela - Excoecaria chamelaea - Excoecaria cochinchinensis - Excoecaria colliguaya - Excoecaria concolor - Excoecaria confertiflora - Excoecaria crenulata - Excoecaria cubensis - Excoecaria cuneata - Excoecaria cuspidata - Excoecaria dallachyana - Excoecaria densiflora - Excoecaria diandra - Excoecaria discolor - Excoecaria diversifolia - Excoecaria eglandulata - Excoecaria eglandulosa - Excoecaria emarginata - Excoecaria erythrosperma - Excoecaria faradianensis - Excoecaria farinosa - Excoecaria flormosana - Excoecaria formosana | - Excoecaria gigantea - Excoecaria glandulosa - Excoecaria glauca - Excoecaria glaucescens - Excoecaria glomeriflora - Excoecaria goudotiana - Excoecaria grahami - Excoecaria guianensis - Excoecaria guineensis - Excoecaria haematosperma - Excoecaria herbertiaefolia - Excoecaria herbertiifolia - Excoecaria himalayensis - Excoecaria hippophaefolia - Excoecaria hippophaifolia - Excoecaria hochstetteriana - Excoecaria holophylla - Excoecaria ilicifolia - Excoecaria indica - Excoecaria insignis - Excoecaria integerrima - Excoecaria integrifolia - Excoecaria japonica - Excoecaria kawakamii - Excoecaria klotzschii - Excoecaria lanceolaria - Excoecaria laotica - Excoecaria lastellei - Excoecaria laurocerasus - Excoecaria laevis - Excoecaria leucogyna - Excoecaria leucosperma - Excoecaria lissophylla - Excoecaria loureiroana - Excoecaria lucida - Excoecaria macrocarpa - Excoecaria macrophylla - Excoecaria madagascariensis - Excoecaria magenjensis - Excoecaria manniana - Excoecaria marginata - Excoecaria martii - Excoecaria mauritiana - Excoecaria melanosticta - Excoecaria mirandae - Excoecaria myricifolia - Excoecaria myrioneura - Excoecaria oblongifolia - Excoecaria obovata - Excoecaria obtusa - Excoecaria obtusifolia - Excoecaria obtusiloba - Excoecaria occidentalis | - Excoecaria oppositifolia - Excoecaria orientalis - Excoecaria ovalis - Excoecaria ovatifolia - Excoecaria pachyphylla - Excoecaria pallens - Excoecaria pallida - Excoecaria parvifolia - Excoecaria perrieri - Excoecaria philippinensis - Excoecaria poilanei - Excoecaria polyandra - Excoecaria potamophila - Excoecaria quadrangularis - Excoecaria potamophila - Excoecaria quadrangularis - Excoecaria rectinervis - Excoecaria reticulata - Excoecaria rhomboidea - Excoecaria riparia - Excoecaria robusta - Excoecaria sagraei - Excoecaria salpingadenia - Excoecaria sambesica - Excoecaria sebifera - Excoecaria serrata - Excoecaria serrulata - Excoecaria sicca - Excoecaria simii - Excoecaria sphaerocarpa - Excoecaria stenophylla - Excoecaria stylaris - Excoecaria suberosa - Excoecaria subsessilis - Excoecaria subulata - Excoecaria sylvatica - Excoecaria sylvestris - Excoecaria synandra - Excoecaria tenax - Excoecaria thouarsiana - Excoecaria tijucensis - Excoecaria tijueensis - Excoecaria tinifolia - Excoecaria tristis - Excoecaria unequidentata - Excoecaria vahli - Excoecaria venenata - Excoecaria venenifera - Excoecaria venulosa - Excoecaria virgata - Excoecaria warmingii - Excoecaria yunnanensis - Excoecaria hybriden |

## Nome e referências
Excoecaria Linnaeus